# Nō

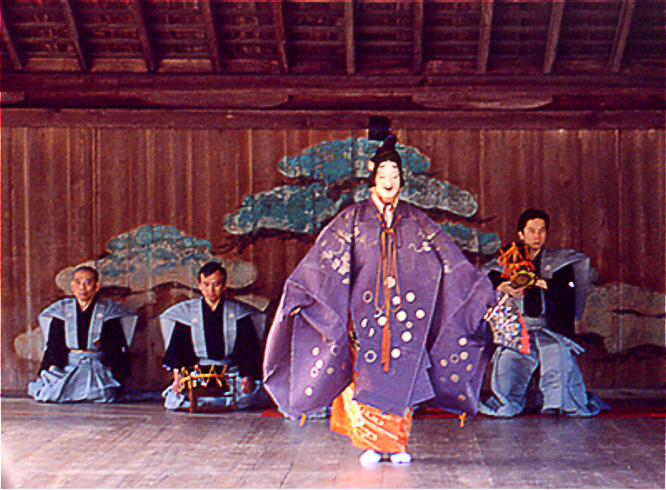
Spettacolo nō al santuario di Itsukushima, isola di Miyajima, Hiroshima

Il nō (能? lett. "abilità") è una forma di teatro sorta in Giappone nel XIV secolo. È una forma d'arte poco accessibile, a differenza del kabuki che ne rappresenta la volgarizzazione. I testi del nō sono costruiti in modo da poter essere interpretati liberamente dallo spettatore e ciò è dovuto in parte alla peculiarità della lingua che presenta numerosi omofoni. È caratterizzato dalla lentezza, da una grazia spartana e dall'uso di maschere caratteristiche.

## Storia

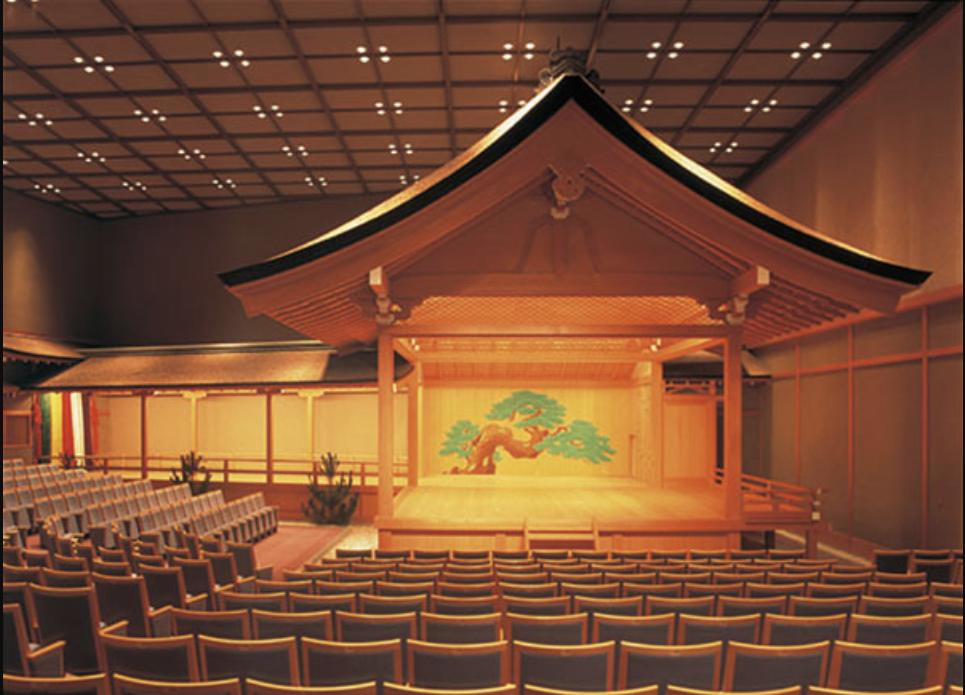
Teatro nō

Si evolse, insieme alla strettamente correlata farsa kyōgen, da varie forme d'arte popolari ed aristocratiche, tra cui il dengaku, lo shirabyoshi e il gagaku. Kan'ami e suo figlio Zeami portarono il nō alla sua forma presente durante il periodo Muromachi. A sua volta il Nō influenzò successivamente altre forme d'arte teatrali come il kabuki e il butō. Durante la restaurazione Meiji il nō ed il kyōgen vennero riconosciuti ufficialmente come due delle tre forme teatrali tradizionali.
Inizialmente faceva parte, insieme al kyōgen, di una forma drammatica nota come sarugaku. Mentre il nō era centrato sulla danza e sul canto il kyōgen era soprattutto basato sui dialoghi e sull'improvvisazione che seguiva canovacci predeterminati. In realtà, Zeami utilizza i termini "nō" e "sarugaku" indistintamente. Egli stesso ha creato l'etimologia della parola sarugaku. Per "saru" egli non utilizza il kanji tradizionale di scimmia, ma usa quello di scimmia dello zodiaco. Quest'ultimo tra l'altro, è presente anche nella parola "kami" che significa Dio e che ritroviamo anche in "kagura". Il secondo kanji è quello che si legge "gaku" in "sarugaku", e quindi il sarugaku può essere inteso come parte del kagura. Infine, i due caratteri che compongono la parola "sarugaku", possono anche essere letti come "tanoshimi wo mōsu", cioè "comunicare la gioia".
A partire dal XVI secolo i due generi si diversificarono. Il nō veniva recitato da attori in maschera ed era basato su testi scritti. I primi risalgono al XV secolo ma la maggior parte fu composta nel XVI. Il Kyōgen invece continuava a basarsi in gran parte sull'improvvisazione. I personaggi principali di un nō sono esseri soprannaturali (divinità, spiriti) oppure personaggi storici o leggendari. Anche in questo si differenziava dal kyōgen i cui protagonisti erano gente comune.
Il primo autore di nō fu Kan'ami Kiyotsugu (1334-1384). Insieme a suo figlio Zeami Motokiyo (1363-1443) e al nipote Motomasa Jūrō (1394-1431) formano la triade della scuola Kanze. Zeami è forse l'autore più importante di ogni epoca con all'attivo oltre duecento opere, che vengono tuttora messe in scena, e molti scritti sul teatro e sull'esecuzione delle opere.
Va comunque considerato che il nō è una forma teatrale antica tuttora in vita, caso piuttosto raro, e che anche in tempi moderni ci sono stati autori che hanno scritto per questo genere. Uno fra tutti Yukio Mishima (Kindai nogaku shu, Cinque nō moderni, 1956).
L'okina o kamiuta è una forma di rappresentazione unica che combina la danza con rituali shintoisti. Viene considerata la più antica rappresentazione nō.
L'Heike monogatari, un racconto medievale dell'ascesa e della caduta del clan Taira, cantata originariamente da monaci ciechi che si accompagnavano con il biwa, è un'importante fonte di materiale per il nō (e per successive forme teatrali), particolarmente per rappresentazioni di guerrieri. Un'altra fonte importante è il Genji monogatari, un lavoro dell'XI secolo, definito a volte il primo romanzo del mondo. Gli autori si ispirarono anche a classici del periodo Nara e del periodo Heian ed a fonti cinesi.
Al giorno d'oggi ci sono in Giappone circa 1500 attori professionisti di nō e la forma d'arte continua ad esistere. Le cinque scuole esistenti di nō sono la Kanze (観世?), la Hosho (宝生?), la Komparu (金春?), la Kita (喜多?) e la Kongo (金剛?). Ognuna ha a capo una famiglia conosciuta come sō-ke e solo il capofamiglia di questa ha il diritto di creare nuove rappresentazioni o modificare quelle esistenti. La società degli attori nō è ancora abbastanza feudale e protegge strettamente le tradizioni dei propri antenati.
Secondo Zeami (attore e autore di questa forma d'arte nel XIV secolo) tutte le rappresentazioni nō dovrebbero creare un ideale estetico chiamato yugen, che significa uno spirito profondo e sottile e di hana, che significa novità. Il nō rappresenta davvero la cultura giapponese di ricercare la bellezza nella sottigliezza e nella formalità.

## Caratteristiche

### La scena

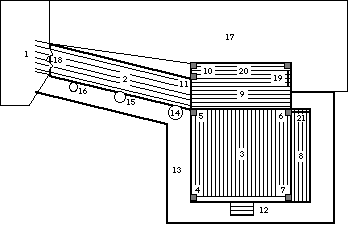
Pianta di un teatro nō

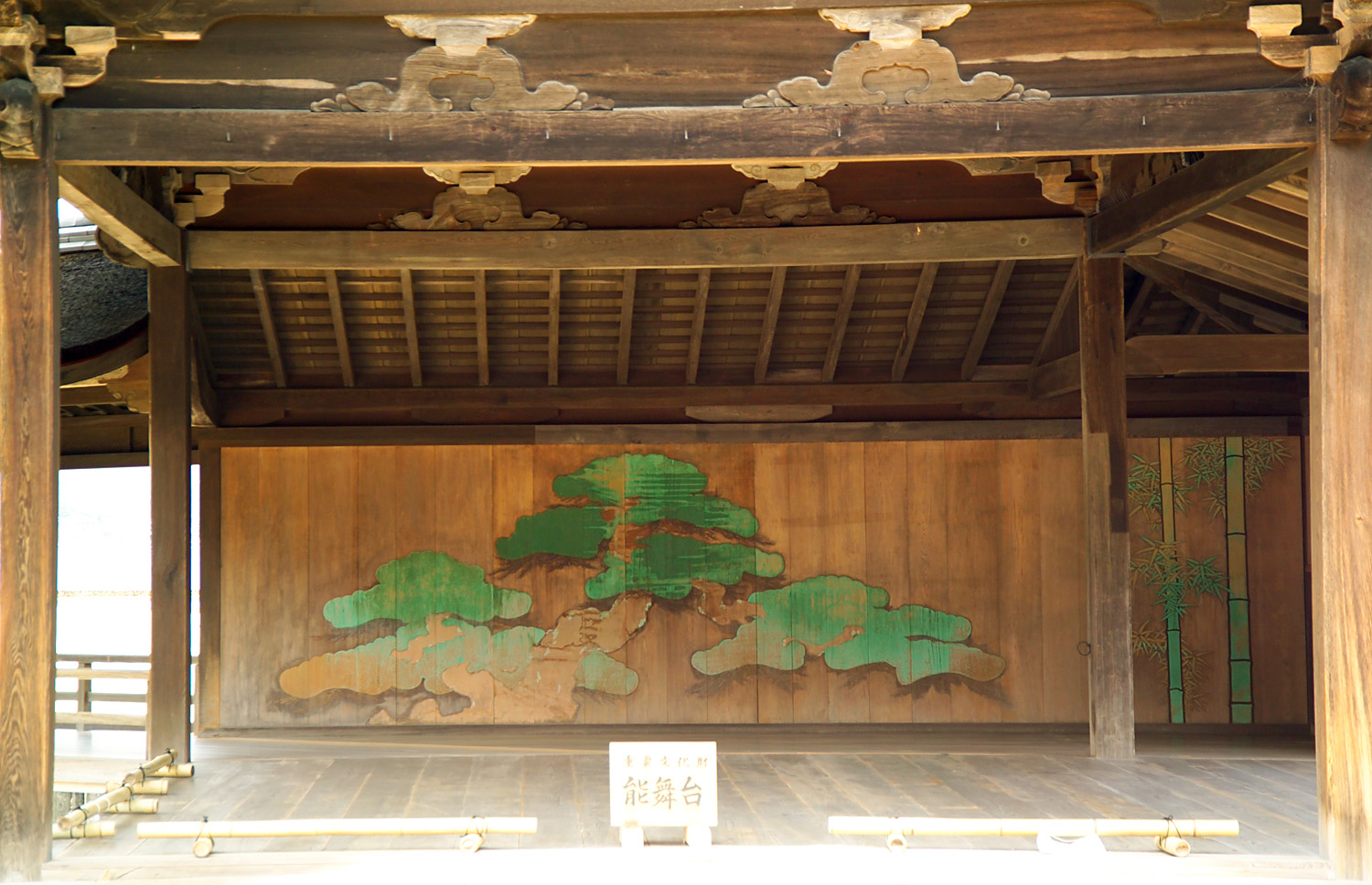
Palco di un teatro nō

1. 1: Kagami-no-ma (Stanza degli specchi)
2. 2: Hashigakari (Ponte)
3. 3: Palcoscenico
4. 4-7: Quattro colonne chiamate rispettivamente Metsuke-Bashira, Shite-Bashira, Fue-Bashira e Waki-Bashira.
5. 8: Jiutai-za. Jiutai (i componenti del coro) siedono qui.
6. 9: I suonatori siedono qui. Dalla sinistra verso destra: Kue-za (suonatore di flauto traverso chiamato No-kan), Kotsuzumi-za (un piccolo tamburo), Ohtsuzumi-za (un tamburo di medie dimensioni) e occasionalmente Taiko-za (un largo tamburo).
7. 10: kōken-za (suggeritore)
8. 11: Kyogen-za (Kyogen-shi, un attore comico, appare in alcune opere)
9. 12: Kizahashi (scalini)
10. 13: Shirazu (sabbia bianca)
11. 14-16: Pini (Rispettivamente il primo, secondo e il terzo)
12. 17: Gakuya (Backstage)
13. 18: Makuguchi (L'entrata principale al palcoscenico. Kagamino-ma e Hashigakari sono circondate da una tenda chiamata Agemaku. Agemaku è colorata in tre o cinque colori. Gli attori e i suonatori passano attraverso questa entrata.)
14. 19: Kirido-guchi. Entrata per le cantanti del coro (Jiutai) e gli assistenti di scena (Kōken).
15. 20: Kagami-ita. Il disegno di un rigoglioso pino verde, nello stile della scuola Kanō

La scena è molto semplice e ridotta anch'essa all'essenziale.
La rappresentazione Nō ha luogo su un palco fatto di Hinoki (cipresso giapponese). Il palcoscenico è completamente vuoto a parte il "kagami-ita", un dipinto di un pino, realizzato su un pannello di legno, posto sul fondo del palco. 
Ci sono molte spiegazioni possibili per la scelta di questo albero, ma una tra le più comuni è che simboleggia il mezzo con cui le divinità scendevano sulla terra, secondo il rituale shintoista.
In contrasto con il palco completamente disadorno, i costumi sono estremamente ricchi: Molti attori, in particolari quelli Shite, sono vestiti con abiti di broccato di seta.
Gli attori, per salire alla ribalta, percorrono una passerella posta a sinistra del palcoscenico detta Hashigakari. Questa soluzione fu poi trasposta nel Kabuki, dove viene denominata Hanamichi, cioè ponte dei fiori.
Il butai, cioè lo spazio scenico, viene considerato come un mondo intermedio in cui si incontrano il mondo divino e quello umano. Ciò è dimostrato dalla sua stessa struttura architettonica che ha valenze cosmologiche: il tetto che lo ricopre lo definisce in quanto spazio sacro, e i pilastri che lo sostengono sono considerati tramiti tra il mondo umano e il mondo sovrannaturale. L'honbutai, cioè la parte centrale dello spazio scenico è collegato alla camera dello specchio (kagami no ma) da un corridoio detto hashigakari. L'hashigakari si immette nella kagami no ma da occidente, così come a occidente, nell'immaginario comune, si trova il paradiso della Terra Pura buddhista. Infine il ponte presente sul palcoscenico può essere considerato come il tramite tra il nostro mondo, rappresentato dal palco, e l'altro mondo, rappresentato dalla camera dello specchio.

### Gli attori

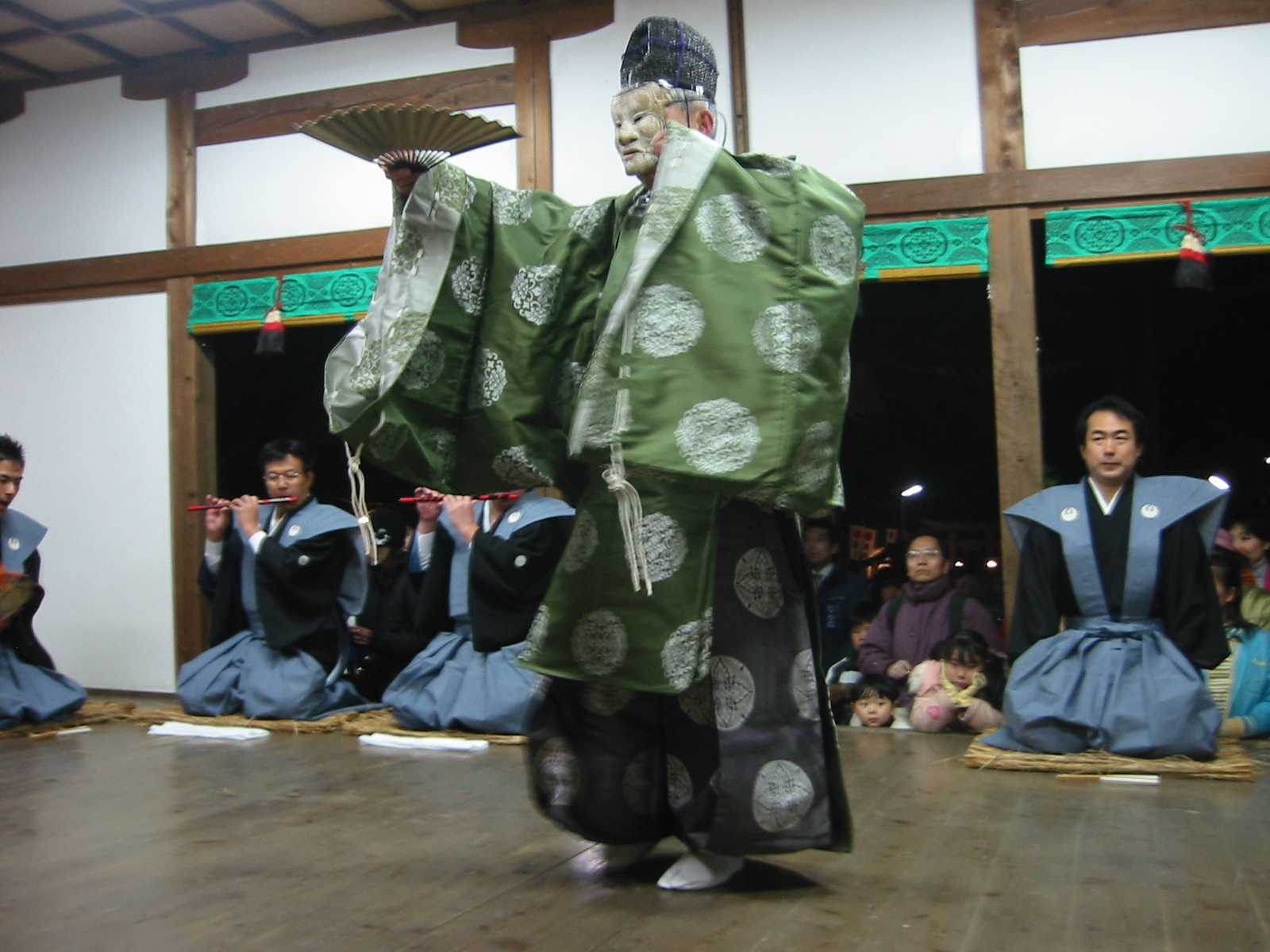
Nō

Nel nō i movimenti degli attori sono estremamente stilizzati e ridotti all'essenziale. Piccoli cenni del capo o movimenti del corpo hanno significati ben precisi. I ruoli sono fissi: esistono quattro tipi principali di attori: shite, waki (comprimario), kyogen, e hayashi.
- Gli Shite sono gli attori più comuni, recitano molti ruoli tra cui:
  - "Shite" (primo attore)
  - "Tsure" (compagno dello shite)
  - "Jiutai" (coro, solitamente di 6-8 membri)
  - "Kōken" (assistenti di scena, di solito 2-3 attori).
- I kyogen rappresentano alcuni interludi durante le rappresentazioni.
- Gli "hayashi" sono i musicisti che suonano i quattro strumenti del teatro nō.

Una tipica rappresentazione del nō vedrà in scena tutte le categorie di attori e solitamente dura dai 30 ai 120 minuti. Il repertorio del nō conta circa 250 rappresentazioni suddivisibili in cinque categorie (organizzate in base al tema principale):
- 1ª Categoria: Rappresentazioni sulle divinità.
- 2ª Categoria: Rappresentazioni sui guerrieri.
- 3ª Categoria: Rappresentazioni sulle donne.
- 4ª Categoria: Rappresentazioni varie.
- 5ª Categoria: Rappresentazioni sui demoni.

### La musica
La musica di accompagnamento è eseguita con strumenti a fiato (fue, flauto) e a percussione (ōtsuzumi, kotsuzumi, tamburi).
Il nō è cantato, per questa ragione, molte persone tendono pensare al nō come ad una forma di opera giapponese. Ciò nonostante, il canto nel teatro nō sfrutta una scala tonale limitata e presenta lunghi passaggi ripetitivi. La chiarezza e la melodia non rappresentano l'obiettivo del canto nel teatro Nō benché i testi siano poetici e le strofe riprendano pesantemente il tipico ritmo giapponese sette-cinque, familiare a chi conosce i waka o i più recenti haiku. Il canto del Nō nonostante sia povero di espressioni risulta pregno di allusioni.
In realtà la musica nō e il kakegoe (lo strano suono gutturale delle voci dei percussionisti) sono state ricalcate dai rituali sciamanici. I tamburi sono tradizionalmente strumenti giapponesi per indurre la trance, il flauto è uno strumento per evocare la discesa degli spiriti, e i kakegoe sono parte dell'invito agli dei a manifestarsi.

### L'uso delle maschere

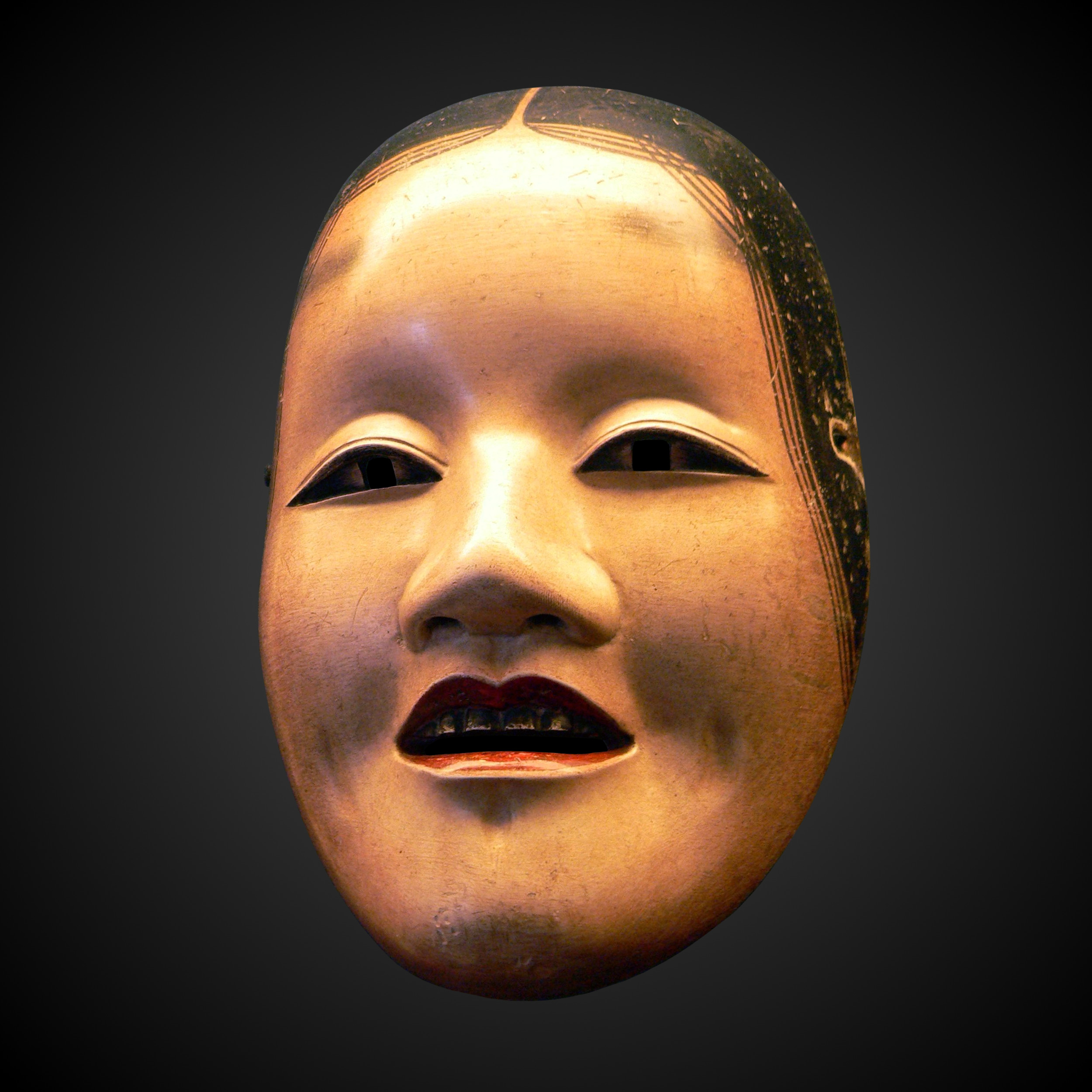

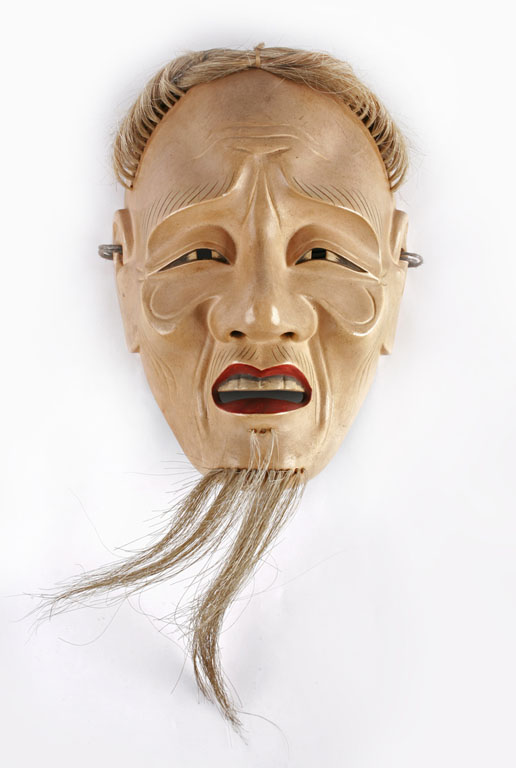
Un "Ko-jo" (vecchio) maschera

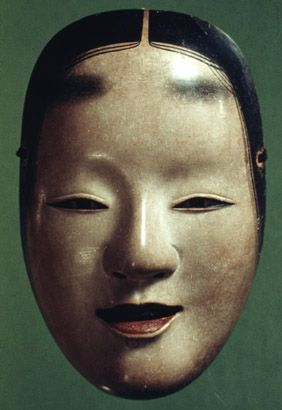
Maschera di personaggio femminile

Lo shite recita in maschera il che ovviamente toglie ogni possibilità di esprimersi con la mimica facciale. Però la grande abilità degli attori produce quasi espressività della maschera anche grazie al fatto che quest'ultima è scolpita in modo tale che a seconda dell'orientamento e della diversa incidenza della luce si producano mutamenti espressivi. Poiché i buchi posti all'altezza degli occhi sono di ridottissime dimensioni, per aumentare ulteriormente l'espressività, gli attori hanno a disposizione una visuale limitatissima e si servono quindi di punti fissi per orientarsi e di percorsi predeterminati.
Tutte le maschere del teatro nō (能面 nō-men o 面 omote) hanno un nome.
Di solito solo lo shite, l'attore principale, porta la maschera. Può comunque accadere, che in alcuni casi, anche gli tsure possano indossare una maschera, in particolare per i personaggi femminili. Le maschere Nō sono di solito ritratti di personaggi femminili o non umani (divinità, demoni o animali), ci sono comunque anche maschere rappresentanti ragazzi o vecchi. Gli attori senza maschera hanno sempre un ruolo di uomini adulti di venti, trenta o quarant'anni. Anche il comprimario waki non indossa maschere.
Usata da un attore capace la maschera è in grado di mostrare differenti espressioni e sentimenti a seconda della posizione della testa dell'attore e dell'illuminazione. Una maschera inanimata può quindi avere la capacità di sembrare felice, triste o una grande varietà di altre espressioni. Studi condotti da Michael J. Lyons della ATR Intelligent Robotics and Communication Labs a Kyōto, Giappone e Ruth Campbell della Università di Londra, hanno esplorato questa particolare caratteristica delle maschere .
La maschera inoltre, ha una funzione mediatrice cioè può incarnare entità superiori e costituire quindi un punto di incontro tra il tempo mitico e il tempo storico. Essa ha anche la funzione di richiamare i morti sulla terra: indossando la maschera del defunto, l'attore ne incarna lo spirito. Ecco perché qualsiasi spettacolo è preceduto da una sorta di venerazione nei confronti della maschera: in questo modo l'attore pensa che potrà incarnare al meglio il personaggio. Nei drammi più antichi le maschere erano addirittura considerate delle divinità, ecco perché ogni spettacolo era preceduto da preghiere rivolte a tali divinità.

## Famosi drammi nō
(Le categorie sono della scuola Kanze)
- Aoi no uye— "Court Lady Aoi" (Categoria 4)
- Dōjōji— "Dojoji" (Categoria 4)
- Hagoromo— "Il mantello di piume" (Categoria 3)
- Izutsu— "The Well Cradle" (Categoria 3)
- Matsukaze— "Pining Wind" (Categoria 3)
- Sekidera Komachi— Komachi a Sekidera (Categoria 3)
- Shakkyo— "Il ponte di pietra" (Categoria 5)
- Shojo— "L'Elfo che beve" (Categoria 3)
- Yorimasa— "Yorimasa" (Categoria 2)
- Yuya— "Yuya" (Categoria 3)
- Atsumori— "Atsumori" (Categoria 2)